# Schranne Petting

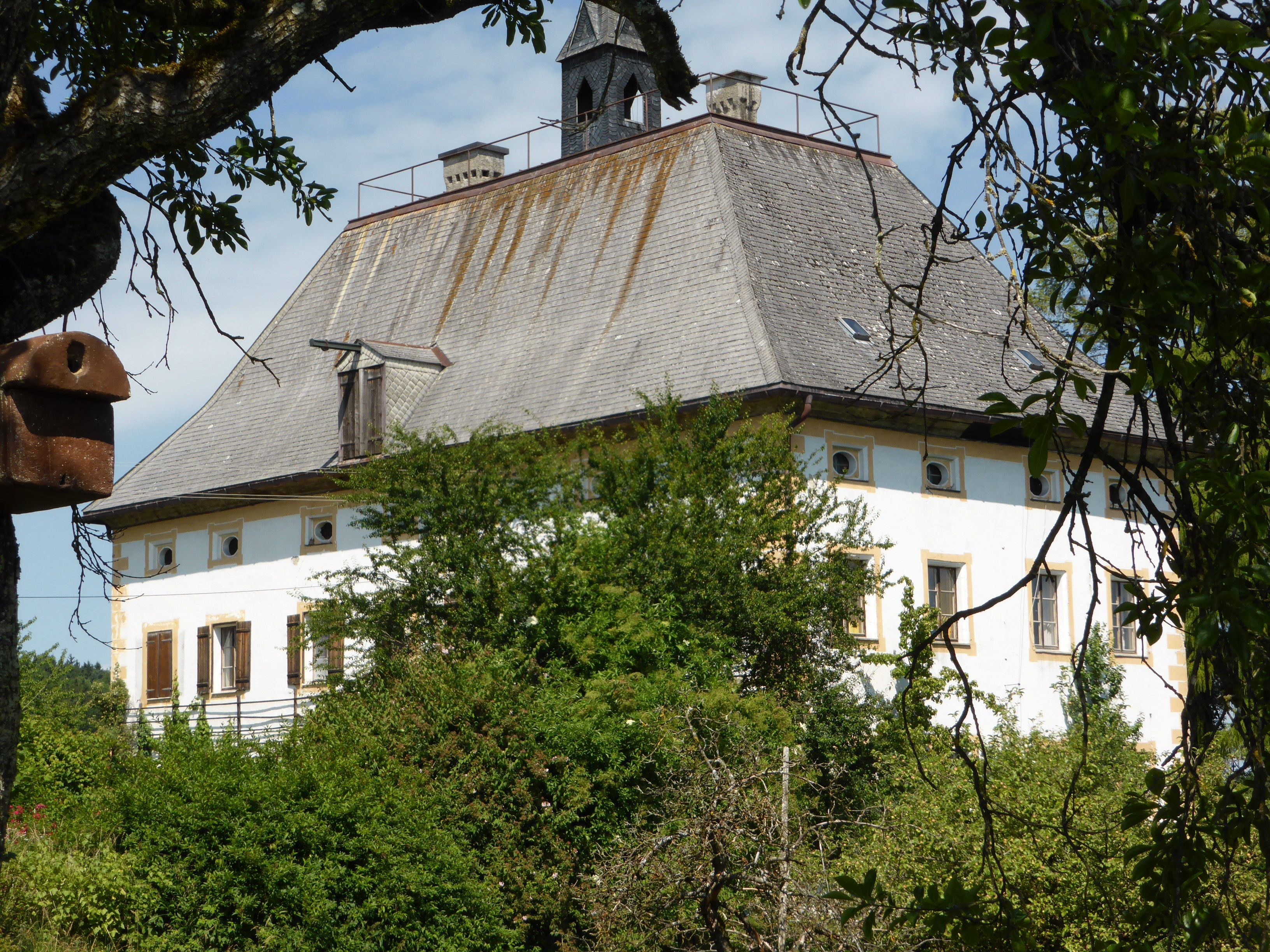
Schloss Seehaus am Weidsee

Die Schranne Petting war eine Schranne mit Sitz in Petting. Das Gericht übte die Niedere Gerichtsbarkeit aus.
Die vier Obmannschaften Kirchberg, Petting, Lehen und Kindhausen unterstanden der Schranne Petting, ein in sich abgeschlossenes, mit Grundherrlichkeit des Erzstiftes Salzburg versehenes Gebiet.
Nach 1491 wurde der Sitz des „Amtes Petting“ in das Schloss Seehaus verlegt.